# HMS Tracker (D24)
Авіаносець «Трекер» (англ. HMS Tracker (D24)) — ескортний авіаносець США часів Другої світової війни типу «Боуг» (1 група, тип «Attacker»), переданий ВМС Великої Британії за програмою ленд-лізу.

## Історія створення
Авіаносець «Трекер» був закладений 3 листопада 1941 року на верфі «Seattle-Tacoma Shipbuilding Corporation». Викуплений ВМС США і переобладнаний в авіаносець типу «Боуг» під індексом «BAVG-6» (ім'я кораблю не присвоювалось). Спущений на воду 7 березня 1942 року. Переданий Королівським ВМС Великої Британії, вступив у стрій під назвою «Трекер» 31 січня 1943 року.

## Історія служби
Після вступу у стрій «Трекер» використовувався як навчальний авіаносець. З вересня 1943 року по червень 1944 року брав участь у двох протичовнових патрулюваннях в Північній Атлантиці, супроводжував 12 трансатлантичних конвоїв та арктичний конвой JW/RA-58. Під час супроводу арктичного конвою літаки з «Трекера» 1 квітня 1944 року пошкодили німецький підводний човен U-355 (який згодом був потоплений надводними кораблями), а 3 квітня разом із літаками з авіаносця «Ектівіті» потопили німецький підводний човен U-288.
10 червня 1944 року внаслідок зіткнення з канадським фрегатом HMS Teme (K458) авіаносець «Трекер» був пошкоджений та відправлений на ремонт, який тривав до вересня 1944 року. Після ремонту у жовтні-листопаді 1944 року «Трекер» брав участь у супроводі арктичного конвою JW/RA-61.
Оскільки повний ремонт усіх пошкоджень був занадто дорогим, авіаносець «Трекер» був виведений в резерв. 29 листопада 1945 року він був повернутий США, де 2 листопада 1946 року був виключений зі списків флоту і проданий аргентинській компанії для переобладнання у торгове судно, яке отримало назву «Corrientes».
У 1964 році корабель був розібраний на метал.